# بزرگراه شهید کاظمی
بزرگراه شهید سردار احمد کاظمی نام بزرگراهی که در شهر تهران است. این بزرگراه از میدان زمزم شروع و در میدان جهاد به پایان می‌رسد.

## مسیر
| از شمال به جنوب     | از شمال به جنوب                                                    | از شمال به جنوب |
| ------------------- | ------------------------------------------------------------------ | --------------- |
| میدان زمزم          | بزرگراه چراغی بزرگراه سعیدی                                        |                 |
|                     | بلوار شکوفه                                                        |                 |
|                     | بلوار شقایق غرب بطرف ورزشگاه شهید کاظمی (ورزشگاه اختصاصی پرسپولیس) |                 |
| تقاطع غیرهمسطح جهاد | آزادراه تهران-قم (خلیج فارس) بزرگراه آزادگان                       |                 |
| از جنوب به شمال     |                                                                    |                 |